# Эндерле, Август
Август Э́ндерле (нем. August Enderle; 5 августа 1887, Лайхинген, Вюртемберг — 2 ноября 1959, Кёльн) — немецкий политик-социалист, профсоюзный деятель и журналист.

## Биография
Эндерле родился в семье бочара, выучился на механика, работал токарем в Штутгарте, где в 1904 году вступил в СДПГ и Германский союз металлистов. В 1915 году противника войны Эндерле призвали на фронт, он прослужил в солдатах до Ноябрьской революции. В 1917 году Эндерле вступил в НДСПГ. В 1919 году вступил в КПГ, где на него обратил внимание Якоб Вальхер. В 1921 году Вальхер пригласил его в профсоюзную редакцию газеты Die Rote Fahne, до 1928 года Август Эндерле работал в отделе профсоюзов ЦК КПГ. В 1922—1923 годах Эндерле также являлся представителем от Германии в правлении Красного интернационала профсоюзов в Москве. Публиковался по вопросам профсоюзного движения в теоретическом издании КПГ die Internationale и печатном органе Коммунистического интернационала «Инпрекор».
В 1928 году Эндерле, сторонник правого («бухаринского») крыла партии, сложившегося вокруг Генриха Брандлера и Августа Тальгеймера, был исключён из рядов КПГ. В том же году на конгрессе Профинтерна в Москве Эндерле выступил против сталинистского и ультралевого курса руководства Коминтерна и в течение нескольких дней находился под арестом. В конце 1928 года Эндерле участвовал в создании Коммунистической партии — оппозиции, в 1931—1932 годах относился к группе меньшинства Вальхера, Пауля Фрёлиха и Рози Вольфенштейн, которая в 1932 году перешла в Социалистическую рабочую партию Германии. В СРПГ Эндерле работал в редакции ежедневной партийной газеты Sozialistische Arbeiter-Zeitung.
После поджога Рейхстага 1933 года Эндерле сменил на нелегальной работе в СРПГ убитого Эрнста Экштейна в Бреслау, затем в 1934 году через Нидерланды и Бельгию эмигрировал в Швецию, где возглавил местную эмигрантскую группу СРПГ, вёл совместную политическую работу с МФТ среди немецких моряков и в 1936—1938 годах участвовал в деятельности Народного фронта. В Швеции Эндерле зарабатывал на жизнь токарем и активно участвовал в местном профсоюзе металлистов. В 1942 году Эндерле был одним из соучредителей организации немецкий профсоюзных работников в Швеции и вместе с Вилли Брандтом в конце войны способствовал сближению эмигрантов из СРПГ с социал-демократами.
В июне 1945 года Эндерле при поддержке МТФ одним из первых вернулся на родину. Сначала он обосновался в Бремене, где вступил в СДПГ вопреки своим левым взглядам и участвовал в возрождении профсоюзного движения. В этот период Вильгельм Пик лично пытался привлечь Эндерле в КПГ. Позднее Эндерле работал журналистом, а после переезда в Кёльн в 1947 году занимал должность шеф-редактора печатных органов Объединения немецких профсоюзов Der Bund и Die Quelle и возглавлял Союз немецких журналистов.
Август Эндерле в 1932 году женился на разделявшей его взгляды Ирмгард Эндерле.

## Труды
- Die Gewerkschaftsbewegung. Ein Leitfaden für die proletarische Gewerkschaftsarbeit. Berlin 1926
- Kampf um den Achtstundentag. Berlin 1927
- Das rote Gewerkschaftsbuch. Berlin 1932
- Zur Nachkriegspolitik der deutschen Sozialisten. Stockholm 1944.
- Was sind Gewerkschaften. Stockholm 1945.
- Эндерле А. Профессиональное движение на Западе. Л.: «Прибой», 1928.